# James Kelso
James Kelso (* 8. Januar 1869 in Cardross; † 25. Juli 1900 in Renton) war ein schottischer Fußballspieler. Er war der jüngere Bruder des schottischen Fußballnationalspielers Bob Kelso, der unter anderem bei Preston North End und dem FC Everton spielte.

## Karriere und Leben
James Kelso wurde im Jahr 1869 in Cardross, etwa sechs Kilometer nordwestlich von Dumbarton geboren. Am 31. Dezember 1895 heiratete er Jane Stewart in Renton. Mit ihr hatte er zwei Kinder. Mit dem FC Renton gewann er 1885 den Schottischen Pokal im Finale gegen den FC Vale of Leven. Ein Jahr später erreichte er mit dem Verein erneut das Finale, das gegen den FC Queen’s Park verloren wurde. Im Jahr 1892 kam er zum englischen FC Liverpool. Am 24. September 1892, dem 2. Spieltag der Lancashire League 1892/93, absolvierte er gegen den FC Bury sein einziges Ligaspiel für Liverpool. Liverpool gewann gegen den amtierenden Meister mit 4:0. Nach nur einer Saison kehrte er nach Renton zurück. Am 25. Juli 1900 waren James Kelso und seine Familie gerade von einem Urlaub auf der Isle of Man nach Renton zurückgekehrt. Kurz nach ihrer Ankunft beging er im Alter von 31 Jahren Suizid.

## Erfolge
mit dem FC Renton
- Schottischer Pokalsieger: 1885